# Kiera Van Ryk
Kiera Van Ryk (New Westminster, 6 januari 1999) is een Canadese volleybalster. Ze maakt deel uit van het Canadese nationale damesvolleybalteam . Ze nam onder andere deel aan het WK van 2018, de Pan-American Volleyball Cup van 2018 en de FIVB Volleyball Women's Challenger Cup van 2019  .
Per seizoen 2024-2025 speelt ze bij het Turkse VakıfBank S.K.

## Professionele carrière
Van Ryk speelde in Canada twee seizoenen voor de University of British Columbia Thunderbirds.  
Na de universiteit begon Van Ryk aan haar professionele carrière bij Volley Bergamo in de Italiaanse volleybalcompetitie Serie A1 . Na een tijdelijke terugkeer in Canada wegens de COVID-19-pandemie , sloot ze zich in het seizoen 2020-21 aan bij KS DevelopRes Rzeszów in de Poolse competitie . In het seizoen 2021-22 speelde ze voor Türk Hava Yolları SK in de Turkse competitie .
Van Ryk sloot zich in 2024 aan bij de Turkse club VakıfBank SK .